# Stenocranophilus quadratus
Stenocranophilus quadratus är en insektsart som beskrevs av Pierce 1914. Stenocranophilus quadratus ingår i släktet Stenocranophilus och familjen kamvridvingar. Inga underarter finns listade i Catalogue of Life.